# Götgatan 7

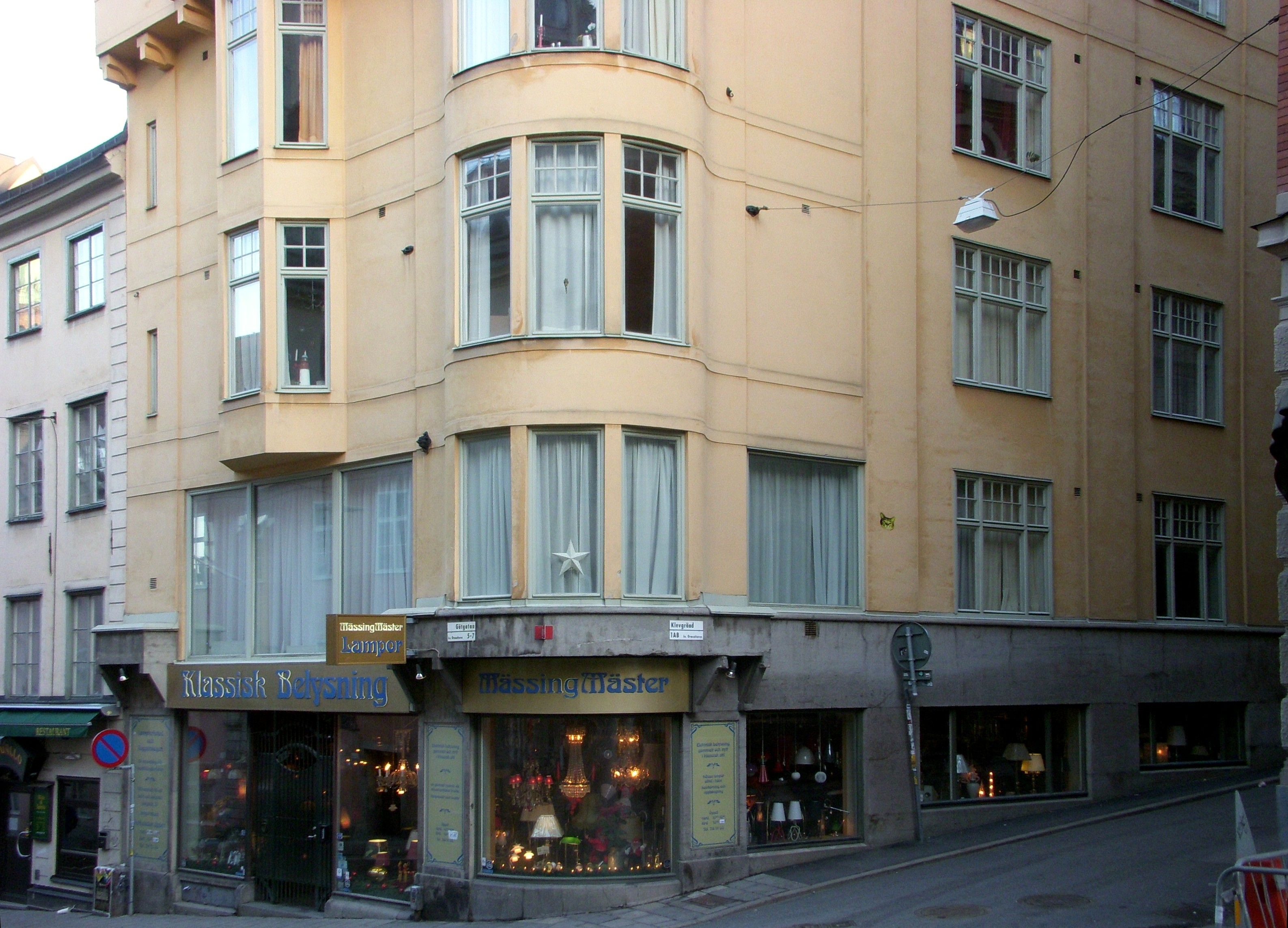
Hörnet Götgatan / Klevgränd, 2011.

Götgatan 7 är en byggnad i kvarteret Ormsaltaren vid hörnet Götgatan och Klevgränd på Södermalm i Stockholm. Huset ritades 1907-1911 i jugendstil av arkitekt Wilhelm Klemming och stod klart 1912. Byggnaden är blåklassad av Stadsmuseet i Stockholm, vilket innebär att bebyggelsen har "synnerligen höga kulturhistoriska värden" motsvarande fordringarna för byggnadsminnen.

## Beskrivning

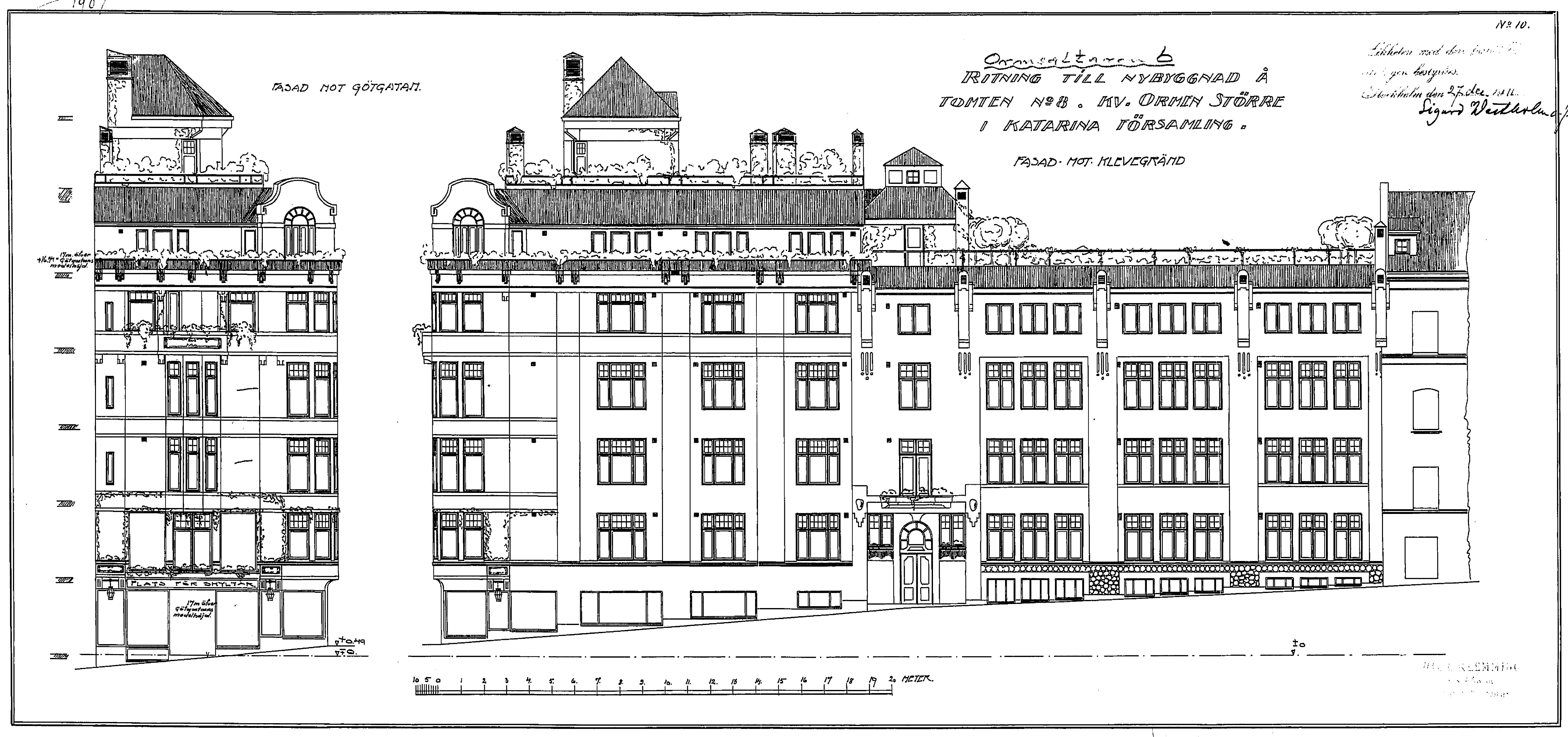
Klemmings fasadritning, 1911.

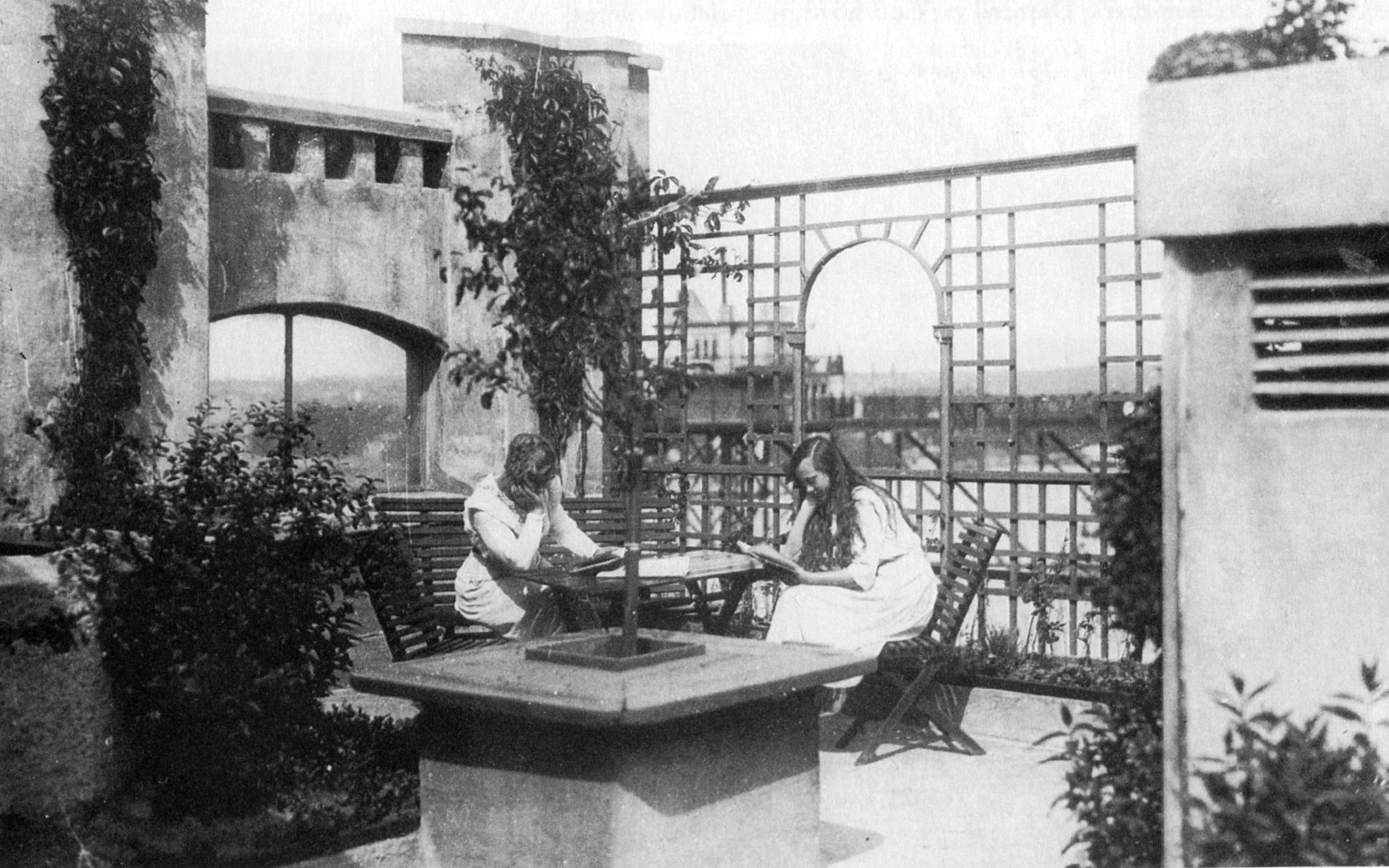
Takterrassen på 1920-talet.

Huset Götgatan 7 upptar en stor del av kvarteret Ormsaltaren. Anläggningen består av ett femvånings bostadshus med dubbla vindar och ett verkstadshus med hög källare och tre våningar vid Klevgränd. Byggnaden gestaltades av Wilhelm Klemming i jugendstil och uppfördes av byggmästaren Eskil Alfheim . Klemming var även arkitekt bakom Centralbadet på Norrmalm, byggt 1904, även det i jugendstil. 
Han utformade fasaden mot Götgatan okonventionellt med organiska former och element som burspråk, balkonger samt olika fönsterformer. Hela arrangemanget hålls ihop av en kraftfullt utformad taklist. Vid Klevgränd har byggnaden en strikt och regelbunden fönstersättning, men det finns även naturromantiska inslag som en sockel med små inmurade naturstenar och två stora gråstenar liksom medaljonger till höger och vänster om entréportalen. Mot norr reser sig brandgaveln som en medeltida borgruin över omgivningen, vilken krönts med flaggstänger och vimplar.
Husen uppfördes med en stomme av betong och hade även andra moderniteter som exempelvis ett av Stockholms första sopnedkast. Klemming ansökte redan 1907 om bygglov och efter flera ändringar och skriftväxling med byggnadsnämnden lämnade han in de slutgiltiga fasadritningarna 1911. Ritningarna och utförandet godkändes av tillförordnade stadsarkitekt i Stockholm, Sigurd Westholm. Byggnadens fasader var förfallna vid byggnadsinventeringen 1987 utförd av Stockholms stadsmuseum men renoverades i samband med att huset 1990 byggdes huset om till bostäder för Riksdagen. Då styckades även de stora lägenheterna upp i små enheter, trots husets kulturhistoriska värde.
En särskild detalj är husets planterade takterrass. Klemming ritade två takterrasser i Stockholm, en på Centralbadet och en på Götgatan 7. 1910 ansökte Klemming hos byggnadsnämnden om tillstånd att få göra plana tak och anlägga trädgårdar på taken. Takbjälklaget blev en komplicerad konstruktion. För att klara avvattning och kunna bära planteringar anordnades flera lager betong, håltegel, kalkgrus och asfalt som avslutades med en 60 cm tjock jordfyllning. I början av 1930-talet omgestaltades trädgården på taket av Centralbadets trädgårdsmästare och syren, lönn, äppelträd, ask, oxel, alm, rosenmandel, allehanda blommor samt slingerväxter planterades. Götgatans speciella trädgård uppmärksammades i olika tidningar, exempelvis i en artikel i facktidskriften Byggmästaren 1949, 4.
Byggnadens takterrass har en central roll i Stieg Trenters deckare I dag röd från 1945.

## Bilder

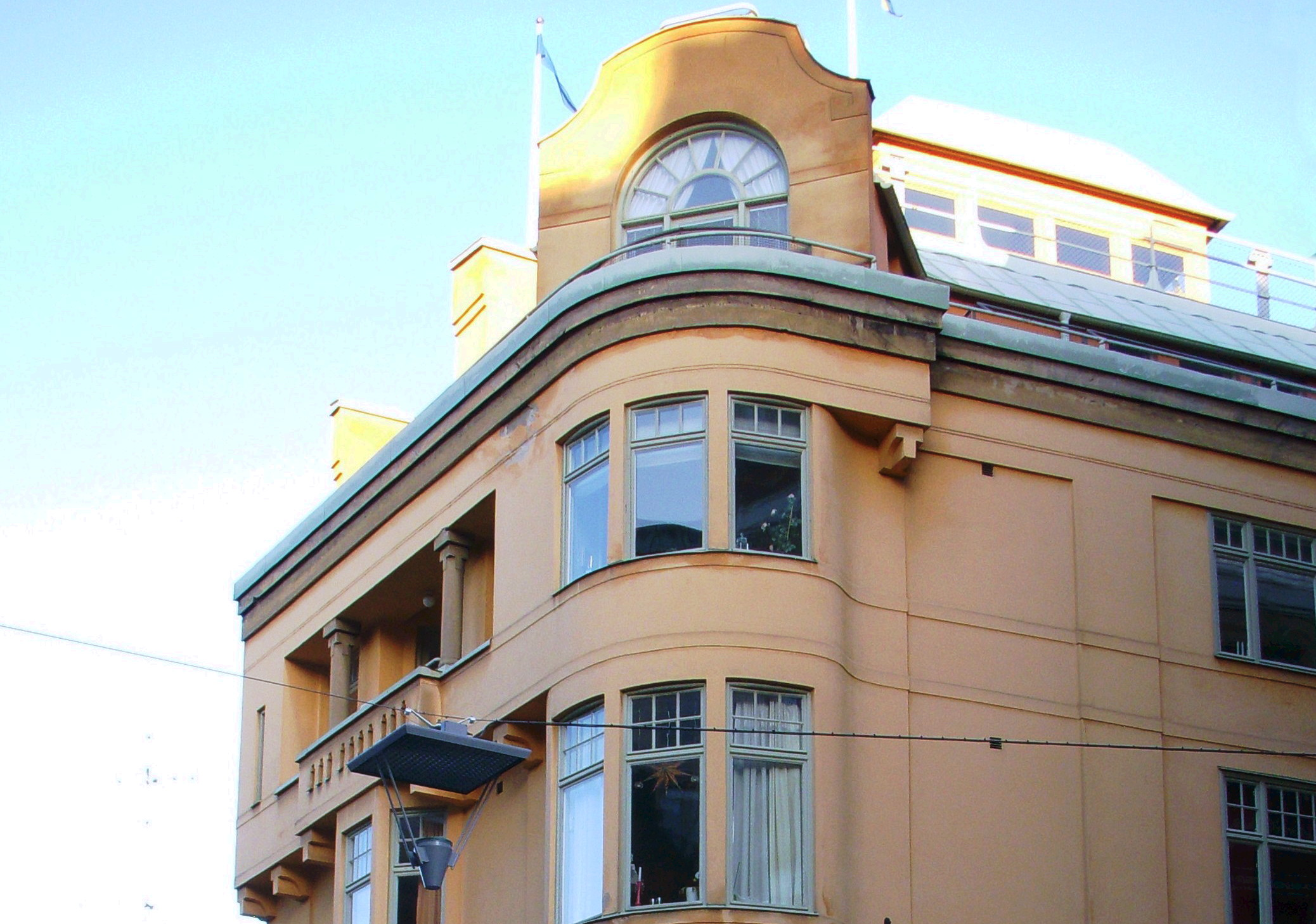
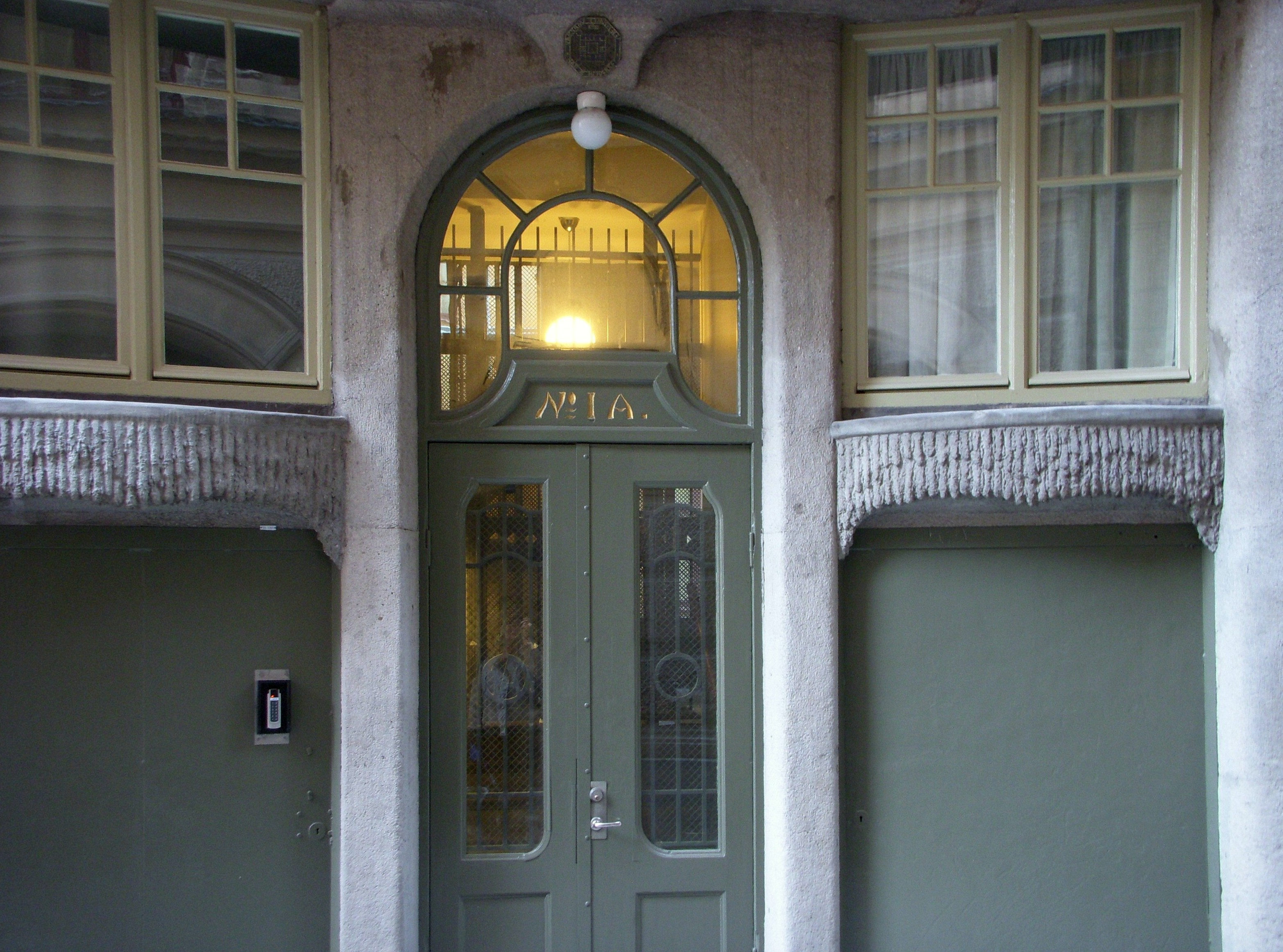
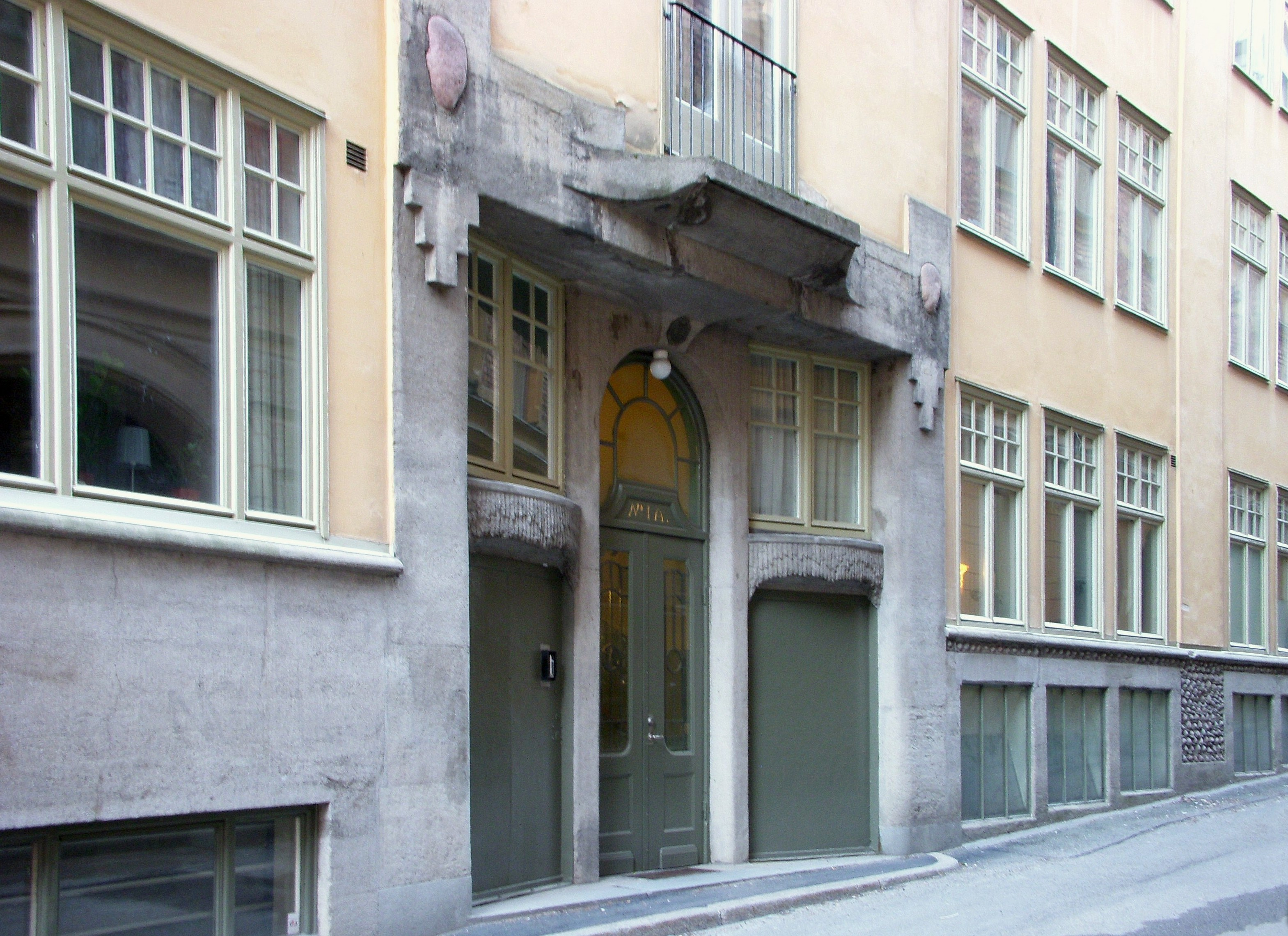
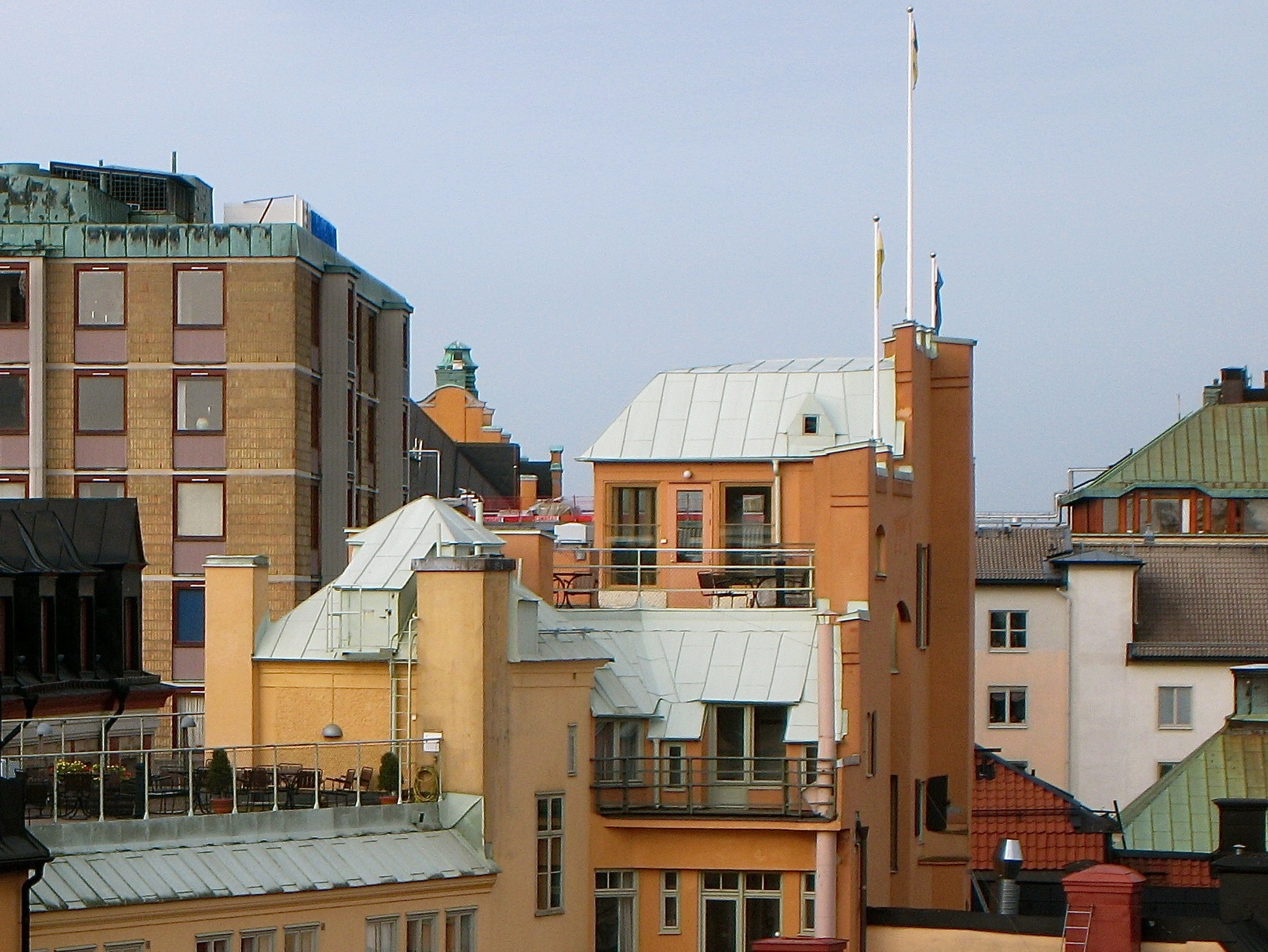